# Bachmannia chubutensis
 Bachmannia chubutensis  (Syn.: Arius argentinus Dolgopol 1941) ist eine ausgestorbene Fischart aus der Ordnung der Welsartigen (Siluriformes). Fossilien der Art, die auf das frühe Eozän datiert werden, wurden in der Fundstelle Laguna del Hunco gefunden, einer Caldera in der argentinischen Provinz Chubut, die mit feinkörnigen, geschichteten Mudde- und Sandsteinen durchsetzt mit pyroklastischen Ablagerungen gefüllt ist. Die Gattung wurde zu Ehren des deutschen Arztes und Naturalisten Franz Ewald Theodor Bachmann benannt.
Bachmannia chubutensis lebte während des klimatischen Optimums des frühen Eozäns. Die Laguna del Hunco lag am Südrand der Tropen, in einem feuchten Klima mit deutlich maritimem Einfluss. Vulkanische Aktivitäten mit der Freisetzung von Gasen in das Wasser führten zu regelmäßigen Massensterben von Fischen.

## Merkmale
Bachmannia chubutensis war eine kleine Welsart mit gedrungenem Körper. Der fast vollständig erhaltene Holotyp ist 8 cm lang (Schwanzflosse fehlt), die maximale Standardlänge der Art wird mit weniger als 12,5 cm angegeben. Kopf und Vorderkörper waren relativ hoch. Das Kopfprofil war konvex und erinnert an die Kopfform der Panzerwelsgattung Corydoras. Das Neurocranium war stark verknöchert.
Im Vergleich mit den meist kleinen Zähnen rezenter Welsartiger waren die Zähne von Bachmannia chubutensis groß. Sie waren konisch mit breiten Zahnbasen. Die größten Zähne befanden sich auf dem Vomer. Auch die Maxillare war bezahnt (zwei Zahnreihen), ein für Welsartige primitives Merkmal, das sich nur noch bei den rezenten Diplomystidae und den ausgestorbenen Hypsidoridae findet. Die Rückenflosse saß zwischen dem fünften und dreizehnten Wirbel und wurde von einem ersten, kurzen, im Querschnitt dreieckigen Flossenstachel, einem langen zweiten Flossenstachel, der Längsriefen aufwies, und sieben Weichstrahlen gestützt. Die Afterflosse hatte zehn Flossenstrahlen.
Bachmannia chubutensis ist die einzige bekannte Art der Gattung Bachmannia und wird in die monotypische Familie Bachmanniidae gestellt, die die Schwestergruppe der Primitivwelse (Diplomystidae) ist. Gemeinsames Merkmal (Synapomorphie) von Bachmanniidae und Diplomystidae ist ein doppelter, vorderer Gelenkkopf des Palatinum.